# Partido de Aconcagua
La Provincia del Partido de Aconcagua o simplemente Partido de Aconcagua solía ser una de las entidades administrativas de la Intendencia de Santiago de Chile dentro de la Capítania General de Chile (igual conocida como Reino de Chile), además de ser controlada por la Corona Española hasta 1818. El partido fue creado a partir del Corregimiento de Aconcagua en 1786 y suprimido en 1826 al igual que el resto de partidos. Su cabecera era la Villa de San Felipe el Real y abarcaba desde Putaendo (La ciudad más septentrional) hasta Llay-Llay (La ciudad más medirional).

## Historia Administrativa
Aconcagua desde su creación a partir del corregimiento homónimo sufrió un par de ajustes territoriales, siendo el más importante la segregación del Partido de Los Andes.

## Territorio

### Fronteras

Partido de Aconcagua visible al centro de la imagen.

El partido contaba con fronteras los partidos de Quillota al oeste, Santiago al sur y Coquimbo al norte, además de abarcar aproximadamente 5800 km² más la mantención de reclamos territoriales hacia territorio argentino.

### Administración
Aconcagua estaba administrada por distritos y subdelegaciones, cuales eran:
- Aconcagua Alto
- Santa Rosa de Viterbo
- San Felipe
- Curimón
- Llay-Llay
- Putaendo[3]

## Población
El partido contenía una población de 17 907 habitantes, de los que 8253 eran hombres y 9654 eran mujeres, además de que 15 038 de ellos eran españoles americanos.